# Paraceras melinum
Paraceras melinum är en loppart som först beskrevs av Jordan 1925.  Paraceras melinum ingår i släktet Paraceras och familjen fågelloppor. Inga underarter finns listade i Catalogue of Life.